# Charles Arminjon (chanoine)
Charles Arminjon, né le 15 avril 1824 à Chambéry (duché de Savoie) et mort dans la même ville le 17 juin 1885, est un ecclésiastique savoyard, puis français. Il appartient à la famille Arminjon, d'origine savoyarde.

## Biographie

### Origines
Charles-Marie-Antoine Arminjon est né le 15 avril 1824, à Chambéry,. Il est le fils du sénateur savoyard Mathias Arminjon et de Henriette Dupuy. Il a trois frères dont l'amiral Victor Arminjon.

### Carrière
Il effectue ses études au collège jésuite de Chambéry, l'actuel Lycée Vaugelas. Il entre chez les Jésuite le 2 septembre 1842. Il est ordonné prêtre le 2 juin 1849,. Il est en rupture avec la Compagnie, qu'il quitte pour raison de santé le 26 août 1859.
Le 21 juin 1860, alors que le duché de Savoie est uni à la France, il est nommé vicaire à Aix.
Il devient enseignant, notamment au Grand séminaire de Chambéry, le 7 octobre 1861, et prédicateur,. Il enseigne l'éloquence. Il est l'auteur de plusieurs panégyriques (Saints François, Anthelme, Vincent de Paul) discours ou conférences (Fin du monde présent et mystères de la vie future (1881) ou Le Règne de Dieu dans les sociétés actuelles (1884) conférences prêchées à la cathédrale de Chambéry),.
Il est nommé chanoine de la cathédrale Saint-François-de-Sales de Chambéry par Mgr Billiet et de la cathédrale d'Aoste, par Mgr Duc. Il est chanoine honoraire de Chambéry le 23 septembre 1864. Il obtient du pape Pie IX un titre de missionnaire apostolique.
Le 26 janvier 1865, il est élu membre effectif (titulaire) de l'Académie des sciences, belles-lettres et arts de Savoie,. Il prononce son discours de réception devant l'Académie, durant la séance du 10 février 1866.
L'abbé Charles Arminjon meurt le 17 juin 1885 à Chambéry.